# Кийк, Танель
Танель Кийк (эст. Tanel Kiik; род. 23 января 1989, Таллин, Эстонская ССР) — эстонский политический и государственный деятель. Член Центристской партии до 2024 года. В прошлом — министр здоровья и труда Эстонии (2021—2022), министр социальных дел Эстонии (2019—2021).

## Биография
Родился 23 января 1989 года в Таллине.
Окончил немецкую гимназию в Таллине (2007). В 2016 году с отличием (cum laude) окончил Пярнуский колледж Тартуского университета по специальности «предпринимательство и менеджмент проектов». В 2016 году начал обучение в магистратуре Института политических исследований Йохана Скитте Тартуского университета.
В 2007—2009 годах работал референтом и в 2008—2009 годах одновременно специалистом по информационной политике Центристской партии Эстонии. В 2010—2012 гг. работал в эстонском отделении международной риэлторской компании RE/MAX. В 2012—2016 гг. консультант в риэлторской компании Panda Kinnisvara и помощник депутата Рийгикогу Юри Ратаса.
В 2016 году, когда Юри Ратас занял пост премьер-министра, стал руководителем его канцелярии и занимал эту должность до 29 апреля 2019 года, когда был назначен министром социальных дел, сменив на посту Рийну Сиккут. С 26 января 2021 года — министр здоровья и труда Эстонии в правительстве Каи Каллас. 3 июня 2022 года освобождён от должности.
С 2007 года состоит в Эстонском обществе трезвости.
Владеет эстонским, английским и немецким языками.

## Личная жизнь
Женат, один ребёнок.

## Награды
- Медаль Балтийской ассамблеи (2020)[5].